# Jarošov nad Nežárkou
Jarošov nad Nežárkou là một làng thuộc huyện Jindřichův Hradec, vùng Jihočeský, Cộng hòa Séc.